# Lodwar
Lodwar er en by i den norvestlige del af Kenya, med et indbyggertal på cirka 17.000. Byen er hovedstad i distriktet Turkana, beliggende vest for Lake Turkana.
3°07′N 35°36′Ø / 3.117°N 35.600°Ø